# 1974-es Formula–1 spanyol nagydíj
A spanyol nagydíj volt az 1974-es Formula–1 világbajnokság negyedik futama.

## Futam
Az első európai verseny a spanyol nagydíj volt, a pole-ból Lauda indult, Peterson és Regazzoni előtt. A verseny napján, száradó pályán, Petersonnak sikerült megelőznie Laudát, majd Regazzoni és Ickx is követték. A Lotusok és Ferrarik harca Peterson motorhibájáig tartott, majd Ickx autójáról leesett egy kerék, miután a belga slickekre váltott a boxban. Lauda megszerezte pályafutása első futamgyőzelmét, Regazzoni második helyének köszönhetően a Ferrari kettős győzelmet aratott. Fittipaldi ért célba a harmadik helyen.
| Helyezés | #  | Versenyző            | Csapat/Motor      | Körök | Idő/Kiesés oka  | Rajthely | Pontszám |
| -------- | -- | -------------------- | ----------------- | ----- | --------------- | -------- | -------- |
| 1        | 12 | Niki Lauda           | Ferrari           | 84    | 2:00:29,56      | 1        | 9        |
| 2        | 11 | Clay Regazzoni       | Ferrari           | 84    | + 35,61         | 3        | 6        |
| 3        | 5  | Emerson Fittipaldi   | McLaren-Ford      | 83    | + 1 kör         | 4        | 4        |
| 4        | 9  | Hans-Joachim Stuck   | March-Ford        | 82    | + 2 kör         | 13       | 3        |
| 5        | 3  | Jody Scheckter       | Tyrrell-Ford      | 82    | + 2 kör         | 9        | 2        |
| 6        | 6  | Denny Hulme          | McLaren-Ford      | 82    | + 2 kör         | 8        | 1        |
| 7        | 16 | Brian Redman         | Shadow-Ford       | 81    | + 3 kör         | 21       |          |
| 8        | 4  | Patrick Depailler    | Tyrrell-Ford      | 81    | + 3 kör         | 16       |          |
| 9        | 33 | Mike Hailwood        | McLaren-Ford      | 81    | + 3 kör         | 17       |          |
| 10       | 24 | James Hunt           | Hesketh-Ford      | 81    | + 3 kör         | 10       |          |
| 11       | 28 | John Watson          | Brabham-Ford      | 80    | + 4 kör         | 15       |          |
| 12       | 15 | Henri Pescarolo      | BRM               | 80    | + 4 kör         | 20       |          |
| 13       | 18 | Carlos Pace          | Surtees-Ford      | 78    | + 6 kör         | 14       |          |
| 14       | 23 | Tim Schenken         | Trojan-Ford       | 76    | Kicsúszás       | 25       |          |
| Kiesett  | 17 | Jean-Pierre Jarier   | Shadow-Ford       | 73    | Helyezés nélkül | 12       |          |
| Kiesett  | 26 | Graham Hill          | Lola-Ford         | 43    | Motorhiba       | 19       |          |
| Kiesett  | 20 | Arturo Merzario      | Iso Marlboro-Ford | 37    | Kicsúszás       | 7        |          |
| Kiesett  | 19 | Jochen Mass          | Surtees-Ford      | 35    | Váltó           | 18       |          |
| Kiesett  | 37 | François Migault     | BRM               | 27    | Motorhiba       | 22       |          |
| Kiesett  | 2  | Jacky Ickx           | Lotus-Ford        | 26    | Fék             | 5        |          |
| Kiesett  | 1  | Ronnie Peterson      | Lotus-Ford        | 23    | Motorhiba       | 2        |          |
| Kiesett  | 30 | Chris Amon           | Amon-Ford         | 22    | Fék             | 23       |          |
| Kiesett  | 8  | Rikky von Opel       | Brabham-Ford      | 14    | Olajszivárgás   | 24       |          |
| Kiesett  | 7  | Carlos Reutemann     | Brabham-Ford      | 12    | Kicsúszás       | 6        |          |
| Kiesett  | 14 | Jean-Pierre Beltoise | BRM               | 2     | Motorhiba       | 11       |          |
| NK       | 27 | Guy Edwards          | Lola-Ford         |       |                 |          |          |
| NK       | 21 | Tom Belsø            | Iso Marlboro-Ford |       |                 |          |          |

## Statisztikák
Vezető helyen:
- Ronnie Peterson: 20 (1-20)
- Niki Lauda: 62 (21-22 / 25-84)
- Jacky Ickx: 2 (23-24)

Niki Lauda 1. győzelme, 2. pole-pozíciója, 1. leggyorsabb köre, 1. mesterhármasa (pp, lk, gy)
- Ferrari 50. győzelme